# Huftiere
Huftiere (Ungulata) ist die zusammenfassende Bezeichnung für mehrere Gruppen der Säugetiere, insbesondere der Paarhufer und der Unpaarhufer. Die Unterscheidung dieser beiden Hauptgruppen ist schon alt: Bei Unpaarhufern trägt die Mittelzehe allein das Körpergewicht, bei Paarhufern übernehmen dritte und vierte Zehe diese Funktion.

## Diskussion um die Huftiere als systematische Einheit
Das bis zum Ende des 20. Jahrhunderts als zumeist unstrittig angesehene Taxon der Huftiere, das sich anatomisch anhand der Ausbildung der Hufe begründet, bildet nach molekulargenetischen Untersuchungen keine in sich geschlossene Gruppe. Demnach stellen die Huftiere eine nach äußerlichen Kriterien zusammengebrachte Einheit von Säugetiergruppen mit unterschiedlichen Verwandtschaftsverhältnissen dar. Der Terminus „Huftier“ oder „Ungulata“ wird häufig nur noch informell benutzt.

### 18. und 19. Jahrhundert
Aufgestellt wurde eine Ordnung der Huftiere erstmals von Carl von Linné in der 12. Auflage von Systema naturae (1766). Auch nachdem Richard Owen im 19. Jahrhundert die Trennung von Paarhufern und Unpaarhufern geprägt hatte, ging man weiterhin von einer Zusammengehörigkeit dieser Ordnungen in einem übergeordneten Taxon aus. Im späten 19. Jahrhundert umfassten die Huftiere schließlich die folgenden Ordnungen:
- Röhrenzähner (Tubulidentata)
- Schliefer (Hyracoidea)
- Seekühe (Sirenia)
- Rüsseltiere (Proboscidea)
- Unpaarhufer (Perissodactyla)
- Paarhufer (Artiodactyla)

### 20. Jahrhundert
Grzimeks Tierleben stellte diese und eine Reihe fossiler Ordnungen in ein System aus fünf Überordnungen:
- Urhuftiere (Protungulata), mit den Röhrenzähnern und fünf fossilen Gruppen; diese Verwendung des Begriffs „Urhuftiere“ ist nicht identisch mit der üblichen Bedeutung, in der er nur das ausgestorbene Sammeltaxon der Condylarthra meint, so auch im Wikipedia-Artikel Urhuftiere.
- Amblypoden (Amblypoda), mit vier fossilen Ordnungen
- Fast-Huftiere (Paenungulata), mit den Schliefern, Seekühen und Rüsseltieren
- Mittelachsentiere (Mesaxonia), nur mit den Unpaarhufern
- Doppelachsentiere (Paraxonia), nur mit den Paarhufern

Die Begriffe „Urhuftiere“ und „Fast-Huftiere“ legen nahe, dass es sich hier um Vorstufen der Huftiere auf einer evolutionären Leiter handelt, die somit in Paar- und Unpaarhufern ihre Vollendung gefunden hat. Während eine solche Sicht mit moderner systematischer Theorie nicht vereinbar ist, gibt es bis heute Zoologen, die ein monophyletisches Taxon Ungulata aufstellen. So existieren die Ungulata als „Großordnung“ (grandorder) noch in der Systematik von McKenna und Bell von 1997. Hier umfassen sie die oben genannten Ordnungen, ergänzt durch die Wale.

### Gegenwärtige Diskussion
Aufgrund molekulargenetischer Untersuchungen wurde in jüngerer Zeit jedoch eine Verwandtschaft der Unpaarhufer (Perissodactyla) mit den Cetartiodactyla (Paarhufer (Artiodactyla) und Walen (Cetacea)) festgestellt. Waddell und Kollegen gaben der Klade aus Perissodactyla und Artiodactyla den Namen Euungulata (Echte Huftiere). Nach Untersuchungen, die im März 2015 veröffentlicht wurden, stehen die Unpaarhufer wiederum in einem nahen Verwandtschaftsverhältnis mit Macrauchenia aus der Gruppe der Litopterna und Toxodon aus der Gruppe der Notoungulata. Beide gehören zu den sogenannten Meridiungulata („Südamerikanische Huftiere“), einer vom Paläozän bis zum Pleistozän in Südamerika vorkommenden, sehr vielfältigen Gruppe von huftragenden Säugetieren, deren systematische Einheitlichkeit bisher ungeklärt ist. Beide Verwandtschaftsgruppen, die Unpaarhufer und die „Südamerikanischen Huftiere“ werden nun in dem übergeordneten Taxon der Panperissodactyla zusammengefasst. Diese Verwandtschaftsgruppe steht dabei innerhalb der Euungulata den Cetartiodactyla gegenüber.

### Erkenntnisstand
Nach moderner Auffassung gibt es deshalb mit hoher Wahrscheinlichkeit ein Taxon (die Euungulata), das zumindest zwei der traditionell zu den Huftieren gezählten Ordnungen umfasst. Dazu kommen die Wale, die einen gemeinsamen huftierartigen Vorfahren mit den rezenten Paarhufern haben, und die ausgestorbenen Südamerikanischen Huftiere. Rüsseltiere, Seekühe, Röhrenzähner und Schliefer gehören dagegen zu den Afrotheria, einer molekulargenetisch festgelegten Überordnung innerhalb der Säugetiere, deren stammesgeschichtliche Herkunft in Afrika liegt.